# 핀란드의 교통장관
핀란드의 교통장관(핀란드어: Suomen liikenneministeri 수오멘 리케네미니스테리[*])은 핀란드 국가평의회에 입각하는 각료 중 하나로, 통신장관과 함께 교통통신부의 책임자다.
그 시초는 핀란드 대공국 시절인 1892년 9월 13일 설치된 원로원 운수국장이다. 핀란드가 독립하면서 운수공공장관(핀란드어: kulkulaitosten ja yleisten töiden ministeri 쿨쿨라이토스텐 야 윌레이스텐 퇴이덴 미니스테리[*])으로 설치되었다가 1970년 교통장관이 되었고, 2000년 9월 1일 교통부가 교통통신부로 개칭되면서 교통장관도 교통통신장관(핀란드어: liikenne- ja viestintäministeri 리케네 야 비에스틴태미니스테리[*])으로 개칭되었다. 2007년 교통장관과 통신장관이 분리되었다.
| 역대 장관                                                                                 | 역대 장관                                                      | 역대 장관                                                      | 역대 장관                                                      | 역대 장관                                                      |
| 운수국장( kulkulaitostoimituskunnan päällikkö , 1892년-1917년)                            | 운수국장( kulkulaitostoimituskunnan päällikkö , 1892년-1917년) | 운수국장( kulkulaitostoimituskunnan päällikkö , 1892년-1917년) | 운수국장( kulkulaitostoimituskunnan päällikkö , 1892년-1917년) | 운수국장( kulkulaitostoimituskunnan päällikkö , 1892년-1917년) |
| 각료                                                                                      | 정당                                                           | 정당                                                           | 임기                                                           | 원로원                                                         |
| ----------------------------------------------------------------------------------------- | -------------------------------------------------------------- | -------------------------------------------------------------- | -------------------------------------------------------------- | -------------------------------------------------------------- |
| 게오르그 폰 알프탄                                                                        |                                                                | ???                                                            | 1892년 10월 1일-2896년 2월 4일 †                               | 투데르                                                         |
| 오시안 베르그봄 (1903년 "부오렌헤이모"로 개명)                                            |                                                                | 핀란드당                                                       | 1896년 2월 12일-1900년 10월 19일                               | 투데르                                                         |
| 오시안 베르그봄 (1903년 "부오렌헤이모"로 개명)                                            | 1900년 10월 19일-1905년 3월 29일                               | 핀란드당                                                       | 린데르                                                         |                                                                |
| 오시안 베르그봄 (1903년 "부오렌헤이모"로 개명)                                            | 1905년 3월 29일-1905년 11월 11일                               | 핀란드당                                                       | 스트렝 원로원                                                  |                                                                |
| 레나르트 그리펜베리                                                                       |                                                                | 스웨덴당                                                       | 1905년 12월 1일-1907년 6월 20일                                | 메켈린                                                         |
| 베르네르 린드베리                                                                         |                                                                | 스웨덴당                                                       | 1908년 8월 1일-1908년 12월 20일                                | 혤트                                                           |
| 유호 쿠스티 파시키비                                                                      |                                                                | 핀란드당                                                       | 1909년 4월 25일-1909년 11월 13일                               | 혤트                                                           |
| 에리크 베르크                                                                             |                                                                | 핀란드당 (발트 독일인)                                         | 1909년 10월 19일-1917년 3월 26일                               | 마르코프                                                       |
| 에리크 베르크                                                                             | 1909년 10월 19일-1917년 3월 26일                               | 핀란드당 (발트 독일인)                                         | 보로비티노프                                                   |                                                                |
| 배이뇌 보이온마                                                                           |                                                                | 사회민주당                                                     | 1917년 3월 26일–1917년 9월 8일                                 | 토코이                                                         |
| 운수공공국장( kulkulaitosten ja yleisten töiden toimituskunnan päällikkö , 1917년-1918년) |                                                                |                                                                |                                                                |                                                                |
| 각료                                                                                      | 정당                                                           | 정당                                                           | 임기                                                           | 원로원                                                         |
| 얄마르 카스트렌                                                                           |                                                                | 청년 핀란드당                                                  | 1917년 11월 27일–1918년 5월 27일                               | 제1차 스빈후부드                                               |
| 얄마르 카스트렌                                                                           | [[1918년 5월 27일–1918년 11월 27일                             | 청년 핀란드당                                                  | 제1차 파시키비                                                 |                                                                |
| 운수공공장관( Kulkulaitosten ja yleisten töiden ministeriö , 1918년-1970년)               |                                                                |                                                                |                                                                |                                                                |
| 각료                                                                                      | 정당                                                           | 정당                                                           | 임기                                                           | 내각                                                           |
| 베른하르드 부올레                                                                         |                                                                | 국민연합당                                                     | 1918년 11월 27일–1919년 4월 17일                               | 제1차 잉그만                                                   |
| 에로 에르코                                                                               |                                                                | 국민진보당                                                     | 1919년 4월 17일–1919년 8월 15일                                | K. 카스트렌                                                    |
| 산테리 포햔팔로                                                                           |                                                                | 국민진보당                                                     | 1919년 8월 15일–1920년 3월 15일                                | 제1차 벤놀라                                                   |
| 마그누스 라보니우스                                                                       |                                                                | 국민진보당                                                     | 1920년 3월 15일–1921년 4월 9일                                 | 에리히                                                         |
| 에르키 풀리넨                                                                             |                                                                | 국민진보당                                                     | 1921년 4월 9일–1922년 6월 2일                                  | 제2차 벤놀라                                                   |
| 에베르트 스코그스트룀                                                                     |                                                                | 무소속                                                         | 1922년 6월 2일–1922년 11월 14일                                | 제1차 카얀데르                                                 |
| 아우쿠스티 아호                                                                           |                                                                | 무소속                                                         | 1922년 11월 14일–1924년 1월 18일                               | 제1차 칼리오                                                   |
| 에베르트 스코그스트룀                                                                     |                                                                | 무소속                                                         | 1924년 1월 18일–1924년 5월 31일                                | 제2차 카얀데르                                                 |
| 에로 하흘                                                                                 |                                                                | 농업동맹                                                       | 1924년 5월 31일–1924년 11월 21일                               | 제2차 잉그만                                                   |
| 롤프 비팅                                                                                 |                                                                | 스웨덴인당                                                     | 1924년 11월 21일–1925년 3월 31일                               | 제2차 잉그만                                                   |
| 퀴외스티 칼리오                                                                           |                                                                | 농업동맹                                                       | 1925년 3월 31일–1925년 12월 31일                               | 툴렌헤이모                                                     |
| 유호 니우카넨                                                                             |                                                                | 농업동맹                                                       | 1925년 12월 31일–1926년 12월 13일                              | 제2차 칼리오                                                   |
| 배이뇌 부올리요키                                                                         |                                                                | 사회민주당                                                     | 1926년 12월 13일–1927년 11월 15일                              | 탄네르                                                         |
| 요한 헬로                                                                                 |                                                                | 사회민주당                                                     | 1927년 11월 15일–1927년 12월 17일                              | 탄네르                                                         |
| 에밀 휘니넨                                                                               |                                                                | 농업동맹                                                       | 1927년 12월 17일-1928년 12월 22일                              | 제1차 수닐라                                                   |
| 얄마르 카스트렌                                                                           |                                                                | 무소속                                                         | 1928년 12월 22일-1929년 8월 16일                               | 만테레                                                         |
| 얄로 라흐덴수오                                                                           |                                                                | 농업동맹                                                       | 1929년 8월 16일-1930년 7월 4일                                 | 제3차 칼리오                                                   |
| 롤프 비팅                                                                                 |                                                                | 스웨덴인당                                                     | 1930년 7월 4일-1931년 3월 21일                                 | 제2차 스빈후부드                                               |
| 유호 니우카넨                                                                             |                                                                | 농업동맹                                                       | 1931년 3월 21일-1932년 12월 14일                               | 제2차 수닐라                                                   |
| 에밀 리나                                                                                 |                                                                | 국민진보당                                                     | 1932년 12월 14일-1936년 9월 25일                               | 키비매키                                                       |
| 에리크 코스켄마                                                                           |                                                                | 무소속                                                         | 1936년 9월 25일-1936년 10월 7일                                | 키비매키                                                       |
| 얄로 라흐덴수오                                                                           |                                                                | 농업동맹                                                       | 1936년 10월 7일-1937년 3월 12일                                | 제4차 칼리오                                                   |
| 한네스 뤼외매                                                                             |                                                                | 사회민주당                                                     | 1937년 3월 12일-1938년 9월 2일                                 | 제3차 카얀데르                                                 |
| 배이뇌 살로바라                                                                           |                                                                | 사회민주당                                                     | 1938년 9월 2일-1939년 12월 1일                                 | 제3차 카얀데르                                                 |
| 배이뇌 살로바라                                                                           | 1939년 12월 1일–1940년 3월 27일                                | 사회민주당                                                     | 제1차 뤼티                                                     |                                                                |
| 배이뇌 살로바라                                                                           | 1940년 3월 27일–1941년 1월 4일                                 | 사회민주당                                                     | 제2차 뤼티                                                     |                                                                |
| 빌호 아날라                                                                               |                                                                | 애국인민운동                                                   | 1941년 1월 4일–1943년 3월 5일                                  | 랑겔                                                           |
| 배이뇌 살로바라                                                                           |                                                                | 사회민주당                                                     | 1943년 3월 5일–1944년 8월 8일                                  | 링코미에스                                                     |
| 배이뇌 살로바라                                                                           | 1944년 8월 8일-1944년 9월 21일                                 | 사회민주당                                                     | 하크첼                                                         |                                                                |
| 배이뇌 살로바라                                                                           | 1944년 9월 21일-1944년 11월 17일                               | 사회민주당                                                     | U. 카스트렌                                                    |                                                                |
| 에로 아르네 부오리                                                                        |                                                                | 사회민주당                                                     | 1944년 11월 17일-1945년 4월 17일                               | 제2차 파시키비                                                 |
| 에로 아르네 부오리                                                                        | 1945년 4월 17일-1945년 9월 29일                                | 사회민주당                                                     | 제3차 파시키비                                                 |                                                                |
| 온니 펠토넨                                                                               |                                                                | 사회민주당                                                     | 제3차 파시키비                                                 | 1945년 11월 9일-1946년 3월 26일                                |
| 라우리 카이얄라이넨                                                                       |                                                                | 농업동맹                                                       | 1946년 3월 26일-1948년 7월 29일                                | 페칼라                                                         |
| 온니 펠토넨                                                                               |                                                                | 사회민주당                                                     | 1948년 7월 29일-1950년 3월 17일                                | 제1차 파게르홀름                                               |
| 마르티 미에투넨                                                                           |                                                                | 농업동맹                                                       | 1950년 3월 17일-1951년 1월 17일                                | 제1차 케코넨                                                   |
| 온니 펠토넨                                                                               |                                                                | 사회민주당                                                     | 1951년 1월 17일-1951년 9월 20일                                | 제2차 케코넨                                                   |
| 온니 펠토넨                                                                               | 1951년 9월 20일-1952년 11월 29일                               | 사회민주당                                                     | 케3차 케코넨                                                   |                                                                |
| 에밀 후노넨                                                                               |                                                                | 사회민주당                                                     | 케3차 케코넨                                                   | 1952년 11월 29일-1952년 12월 3일                               |
| 에투 카리알라이넨                                                                         |                                                                | 사회민주당                                                     | 케3차 케코넨                                                   | 1952년 12월 3일-1953년 7월 9일                                 |
| 에로 매키넨                                                                               |                                                                | 무소속                                                         | 1953년 7월 9일-1953년 10월 27일                                | 제4차 케코넨                                                   |
| 쿠스티 에스콜라                                                                           |                                                                | 농업동맹                                                       | 1953년 10월 30일-1953년 11월 17일                              | 제4차 케코넨                                                   |
| 에리크 세를라키우스                                                                       |                                                                | 무소속                                                         | 1953년 11월 17일-1954년 5월 5일                                | 투오미오야                                                     |
| 마르티 미에투넨                                                                           |                                                                | 농업동맹                                                       | 1954년 5월 5일-1954년 10월 20일                                | 퇴른그렌                                                       |
| 마르티 미에투넨                                                                           | 1954년 10월 20일-1956년 3월 3일                                | 농업동맹                                                       | 제5차 케코넨                                                   |                                                                |
| 에이노 팔로베시                                                                           |                                                                | 농업동맹                                                       | 1956년 3월 3일-1957년 5월 27일                                 | 제2차 파게르홀름                                               |
| 쿠스티 에스콜라                                                                           |                                                                | 농업동맹                                                       | 1957년 5월 27일-1957년 7월 2일                                 | 제1차 숙셀라이넨                                               |
| 빌리암 사리알라                                                                           |                                                                | 농업동맹                                                       | 1957년 7월 2일-1957년 11월 29일                                | 제1차 숙셀라이넨                                               |
| 아쿠 수무                                                                                 |                                                                | 사회민주당                                                     | 1957년 11월 29일-1958년 2월 28일                               | 폰 피안트                                                      |
| 파보 카스타리                                                                             |                                                                | 무소속                                                         | 1958년 2월 28일-1958년 4월 26일                                | 폰 피안트                                                      |
| 파보 카스타리                                                                             | 1958년 4월 26일-1958년 8월 29일                                | 무소속                                                         | 쿠스코스키                                                     |                                                                |
| 쿠스티 에스콜라                                                                           |                                                                | 농업동맹                                                       | 1958년 8월 29일-1959년 1월 13일                                | 제3차 파게르홀름                                               |
| 카우노 클레몰라                                                                           |                                                                | 농업동맹                                                       | 1959년 1월 13일-1961년 7월 14일                                | 제2차 숙셀라이넨                                               |
| 카우노 클레몰라                                                                           | 1961년 7월 14일-1962년 2월 26일                                | 농업동맹                                                       | 제1차 미에투넨                                                 |                                                                |
| 엘리 에르킬래                                                                             |                                                                | 농업동맹                                                       | 제1차 미에투넨                                                 | 1962년 2월 26일-1962년 4월 13일                                |
| 베이코 사벨라                                                                             |                                                                | 농업동맹                                                       | 1962년 4월 13일-1963년 12월 18일                               | 제1차 카랼라이넨                                               |
| 마르티 니스칼라                                                                           |                                                                | 무소속                                                         | 1963년 12월 18일-1964년 9월 12일                               | 레흐토                                                         |
| 그렐스 테이르                                                                             |                                                                | 스웨덴인당                                                     | 1964년 9월 12일-1966년 5월 27일                                | 비롤라이넨                                                     |
| 레오 수온패                                                                               |                                                                | 인민민주동맹                                                   | 1966년 5월 27일-1968년 3월 22일                                | 제1차 파시오                                                   |
| 파보 아이티오                                                                             |                                                                | 인민민주동맹                                                   | 1968년 3월 22일-1970년 3월 1일                                 | 제1차 코이비스토                                               |
| 교통장관( liikenneministeri , 1970년-2000년) [ 1 ]                                        |                                                                |                                                                |                                                                |                                                                |
| 각료                                                                                      | 정당                                                           | 정당                                                           | 임기                                                           | 내각                                                           |
| 파보 아이티오                                                                             |                                                                | 인민민주동맹                                                   | 1970년 3월 1일-1970년 5월 14일                                 | 제1차 코이비스토                                               |
| 마르티 니스칼라                                                                           |                                                                | 무소속                                                         | 1970년 5월 14일-1970년 7월 15일                                | 제1차 아우라                                                   |
| 베이코 사르토                                                                             |                                                                | 인민민주동맹                                                   | 1970년 7월 15일-1971년 3월 26일                                | 제1차 카랼라이넨                                               |
| 칼레르보 하파살로                                                                         |                                                                | 사회민주당                                                     | 1971년 3월 26일-1971년 10월 29일                               | 제1차 카랼라이넨                                               |
| 에사 티모넨                                                                               |                                                                | 무소속                                                         | 1971년 10월 29일-1972년 2월 23일                               | 제2차 아우라                                                   |
| 발데 네발라이넨                                                                           |                                                                | 사회민주당                                                     | 1972년 2월 23일-1972년 9월 4일                                 | 제2차 파시오                                                   |
| 페카 타리안네                                                                             |                                                                | 자유인민당                                                     | 1972년 9월 4일-1975년 6월 13일                                 | 제1차 소르사                                                   |
| 에사 티모넨                                                                               |                                                                | 무소속                                                         | 1975년 6월 13일-1975년 11월 30일                               | 리나마                                                         |
| 카우코 혜르페                                                                             |                                                                | 인민민주동맹                                                   | 1975년 11월 30일-1976년 9월 29일                               | 제2차 미에투넨                                                 |
| 라그나르 그라브니크                                                                       |                                                                | 스웨덴인당                                                     | 1976년 9월 29일-1977년 5월 15일                                | 제3차 미에투넨                                                 |
| 베이코 사르토                                                                             |                                                                | 인민민주동맹                                                   | 1977년 5월 15일-1979년 5월 26일                                | 제2차 소르사                                                   |
| 베이코 사르토                                                                             | 1979년 5월 26일-1982년 2월 19일                                | 인민민주동맹                                                   | 제2차 코이비스토                                               |                                                                |
| 야르모 바흘스트룀                                                                         |                                                                | 인민민주동맹                                                   | 1982년 2월 19일-1982년 12월 31일                               | 제3차 소르사                                                   |
| 레이노 브레일린                                                                           |                                                                | 사회민주당                                                     | 1982년 12월 31일-1983년 5월 6일                                | 제3차 소르사                                                   |
| 마티 푸하카                                                                               |                                                                | 사회민주당                                                     | 1983년 5월 6일-1984년 11월 30일                                | 제4차 소르사                                                   |
| 마티 루티넨                                                                               |                                                                | 사회민주당                                                     | 1984년 12월 1일-1987년 4월 30일                                | 제4차 소르사                                                   |
| 페카 벤나모                                                                               |                                                                | 농촌당                                                         | 1987년 4월 30일-1989년 9월 30일                                | 홀케리                                                         |
| 라이모 비스트바카                                                                         |                                                                | 농촌당                                                         | 1989년 10월 1일-1990년 8월 28일                                | 홀케리                                                         |
| 일카 카네르바                                                                             |                                                                | 국민연합당                                                     | 1990년 8월 28일-1991년 4월 26일                                | 홀케리                                                         |
| 올레 노르바크                                                                             |                                                                | 스웨덴인당                                                     | 1991년 4월 26일-1995년 4월 13일                                | 아호                                                           |
| 툴라 리나인마                                                                             |                                                                | 국민연합당                                                     | 1995년 4월 13일-1997년 4월 1일                                 | 제1차 리포넨                                                   |
| 마티 아우라                                                                               |                                                                | 국민연합당                                                     | 1997년 4월 2일-1999년 1월 15일                                 | 제1차 리포넨                                                   |
| 키모 사시                                                                                 |                                                                | 국민연합당                                                     | 1999년 1월 15일-1999년 4월 15일                                | 제1차 리포넨                                                   |
| 올리페카 헤이노넨                                                                         |                                                                | 국민연합당                                                     | 1999년 4월 15일-2000년 8월 31일                                | 제2차 리포넨                                                   |
| 교통통신장관( liikenne- ja viestintäministeri , 2000년-2007년) [ 2 ]                      |                                                                |                                                                |                                                                |                                                                |
| 각료                                                                                      | 정당                                                           | 정당                                                           | 임기                                                           | 내각                                                           |
| 올리페카 헤이노넨                                                                         |                                                                | 국민연합당                                                     | 2000년 9월 1일-2002년 1월 3일                                  | 제2차 리포넨                                                   |
| 키모 사시                                                                                 |                                                                | 국민연합당                                                     | 2002년 1월 4일-2003년 4월 17일                                 | 제2차 리포넨                                                   |
| 레나 루흐타넨                                                                             |                                                                | 사회민주당                                                     | 2003년 4월 17일-2003년 6월 23일                                | 얘텐매키                                                       |
| 레나 루흐타넨                                                                             | 2003년 6월 24일-2005년 9월 22일                                | 사회민주당                                                     | 제1차 반하넨                                                   |                                                                |
| 수산나 후오비넨                                                                           |                                                                | 사회민주당                                                     | 제1차 반하넨                                                   | 2005년 9월 24일-2007년 4월 18일                                |
| 교통장관( liikenneministeri , 2007년-현재) [ 2 ] [ 1 ]                                    |                                                                |                                                                |                                                                |                                                                |
| 각료                                                                                      | 정당                                                           | 정당                                                           | 임기                                                           | 내각                                                           |
| 아누 베흐빌래이넨                                                                         |                                                                | 중앙당                                                         | 2007년 4월 19일-2010년 6월 22일                                | 제2차 반하넨                                                   |
| 아누 베흐빌래이넨                                                                         | 2010년 6월 22일-2011년 6월 22일                                | 중앙당                                                         | 키비니에미                                                     |                                                                |
| 메리아 퀼뢰넨                                                                             |                                                                | 좌파동맹                                                       | 2011년 6월 22일-2014년 4월 4일                                 | 카타이넨                                                       |
| 교통지방장관 liikenne- ja kuntaministeriksi 헨나 비르쿠넨                                 |                                                                | 국민연합당                                                     | 2014년 4월 4일-2014년 6월 24일                                 | 카타이넨                                                       |
| 교통지방장관 liikenne- ja kuntaministeriksi 파울라 시니카 리시코                          |                                                                | 국민연합당                                                     | 2014년 6월 24일-2015년 5월 29일                                | 스투브                                                         |
| 교통통신장관 liikenne- ja viestintäministeri 안네 베르네르                                |                                                                | 중앙당                                                         | 2015년 5월 29일-2019년 5월 29일                                | 시필래                                                         |
| 교통통신장관 liikenne- ja viestintäministeri 아누 베흐빌래이넨                            |                                                                | 중앙당                                                         | 2019년 5월 29일-2019년 6월 6일                                 | 시필래                                                         |
| 교통통신장관 liikenne- ja viestintäministeri 산나 마린                                    |                                                                | 사회민주당                                                     | 2019년 6월 6일-2019년 12월 10일                                | 린네                                                           |

## 같이 보기
- 핀란드의 정치